# 八難
八難
是指見聞佛法的八種障礙，為佛家名相。一般指在世不遇佛、不聞佛法之八種障難，而衍生出求證佛法的諸種障礙。又叫做八難處、八不聞時節、八無暇、八不閒、八非時、八惡。
根據增壹阿含經卷第三十六 八難品記載，八難即：
1. 地獄：該眾生因惡業所感，墮於地獄，長夜冥冥而受苦無間，不得見佛聞法。這是六道輪迴中最苦的一道。
2. 餓鬼：餓鬼道的眾生，終日飢餓乾渴難耐，根本無暇求證佛法。
3. 畜生：這些眾生雖苦痛輕於前二者，仍須面對諸多災難。要修行，實在不可得。又畜生終日恐懼，無法聽聞正法。
4. 生長壽天：生長壽天壽命約有五百劫，即色界第四禅中之無想天。外道修行多生其處，而障於見佛聞法。許多外道修到一念不生，進入禪定之中，以為就是解脫。修定境的眾生，後世多生於此天。終日在一念不生的定境中。有無法修行佛法的障難。
5. 邊地：生邊地者，不得見佛聞法。此處人民不聞教化，不修聖道。
6. 盲聾喑啞：此等人雖生在佛法興盛的地方，但業障深重，盲聾喑啞，諸根不具，雖值佛世，卻不能見佛聞法。
7. 世智辯聰：指對世間學問有極大的聰明利辯的人。可惜對於佛法產生排拒，於世間思想、外道理論中沈迷。這是一種聰明而無智慧的障難，不信出世正法。
8. 生在佛前佛後：由於業重緣薄，出生在佛未出生前或佛滅度後，不得見佛聞法。生於佛前，佛陀尚未出世、成道，所以沒有聖教可以修學。生於佛後，因為佛陀久入涅槃，離佛法已遠。